# جت‌برینز
جت‌برینز (به انگلیسی: JetBrains) (نام پیشین: اینتلیجی (به انگلیسی: IntelliJ) ) یک شرکتِ توسعه نرم‌افزاری از کشور جمهوری چک (به انگلیسی: Czech Republic) است با تمرکز بر روی پدیدآوردن ابزارهای کارآمد برای توسعه‌دهندگان نرم‌افزار و مدیران پروژه. شرکتهای همچون اپل، لینکدین، زیمنس و بَنک آو اَمریکا از خریداران جت‌برینز هستند. به سال ۲۰۱۳ میلادی، شمار کارکنان جت‌برینز در دفاتر این شرکت در شهرهای پراگ، سن پترزبورگ، مسکو، مونیخ و بوستون به بیش از ۴۰۰ نفر می‌رسید. این شرکت در سال ۲۰۰۰ میلادی به دست سه توسعه‌دهندهٔ نرم‌افزار در پراگ بنیاد نهاده‌شد.